# スタンダード・モーター・カンパニー

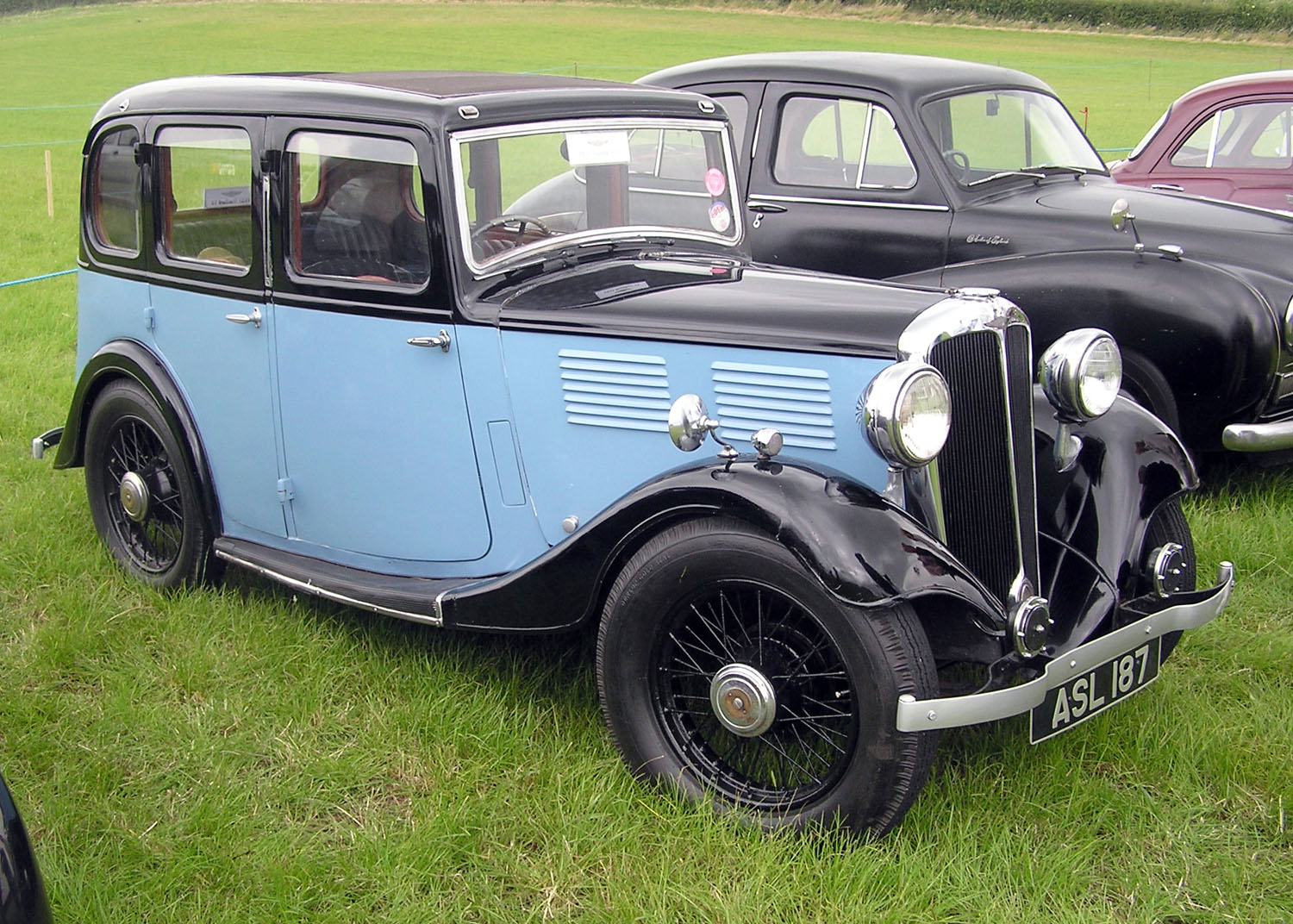
スタンダード・テン（1933年）

スタンダード・モーター・カンパニー（Standard Motor Company ）は、1903年に設立されたイギリスの自動車製造会社である。

## 歴史

### 1903-1914年
レジナルド・ウォルター・モーズレー（Reginald Walter Maudslay 、1871-1934年）により、小規模な会社として、既に英国自動車産業の中心地となり始めていたコヴェントリーのマッチ・パーク・ストリート（Much Park Street ）に設立。当初工員7人を雇い入れ、最初の自動車を製作した。これは単気筒エンジンで、3速ギアボックス、シャフトで後輪を駆動した。
発展は速く、すぐに2気筒・3気筒・4気筒の上位モデルが開発され、1905年には当時最先端の6気筒エンジンを開発していた。完成車を提供するばかりでなく、他車にエンジンを提供することもいい商売になった。これは主にオーナー自身の希望でエンジンの載せ換えをおこなったのである。
1905年、クリスタルパレスで開催されたロンドンモーターショーでチャールズ・フリスウェル（Charles Friswell 、後Sir ）が会社を購入することに合意。1907年、フリスウェルは1907年にはスタンダードの会長となり、会社を盛り立てる。1911年にはイギリス国王ジョージ5世と随員団用の車70台を製造するまでになった。
1912年、フリスウェルは彼の持株分をC.J.バンドおよびジークフリート・ベットマンに売った。彼らはトライアンフ・モーターサイクル・カンパニーの創業者でもあった。これによりモーターサイクルの会社はトライアンフ自動車となる。
トライアンフは主力のモーターサイクルの他に第一次大戦後には四輪自動車の生産も行ったが、これはスタンダードとは別体で行われ、のち四輪車部門の不採算のため1936年にトライアンフの二輪部門と四輪部門が分社、戦後経営不振のトライアンフ四輪車部門（トライアンフ）がスタンダードに買収されるという複雑な系譜を辿った。
1914年、スタンダードは株式公開した。

### 第一次世界大戦
第一次世界大戦中は1,000機以上の飛行機を生産。ロイヤルエアクラフト「BE12」・「R.E.8」、ソッピース・パップ、ブリストル F.2戦闘機が1916年、カンレーに建設した新工場で製作された。ここはのちに本部となるところである。

### 1919-1939年
一般向け乗用車の生産は1919年に小型車から再開、1924年には生産台数は1万台を超え、イギリスの市場シェアではオースチンと肩を並べる会社となっていた。
しかし1920年代後半、莫大な投資にもかかわらず海外輸出の試みが失敗に終わり、大型車の販売もうまく行かず、利益は極端に落ち込んだ。
1929年ヒルマンのジョン・ブラックが共同社長として経営陣に加わった。ブラックはジェンセン、エイボン、スワロー・サイドカー・カンパニー（のちSSカーズを経てジャガー）のような外部コーチビルダーにシャーシ・エンジンを提供することを推し進めた。レジナルド・モーズレーは1934年に会社を離れ、その後すぐに64歳で亡くなった。
1930年代にはスタンダード・ナイン、スタンダード・テンなどの新モデルにより会社の業績は復調した。これらは低～中程度の価格帯で1935年のモーターショーに出品された。フライング・スタンダードの新シリーズは時流に合わせた半流線型で発表された。

### 第二次世界大戦
第二次世界大戦中会社は乗用車生産を続けたが、今回はユーティリティボディが取り付けられた。
しかし、戦時中のスタンダードにおける最重点製品はやはり軍用航空機であった。汎用型の木製機モスキートは、主に"FB VI"仕様として1100機以上が製作された。ブリストル・マーキュリーVIIIエンジンを搭載したエアスピード オックスフォードが750機、またブリストル ボーファイターが3000機それぞれ製作されている。
戦時中には他に軽装甲車も製作された。これには4,000台ほどのBeaveretteも含まれる。さらに軽量の"ジープ"タイプの車両も生産された。

### 戦後の数年間

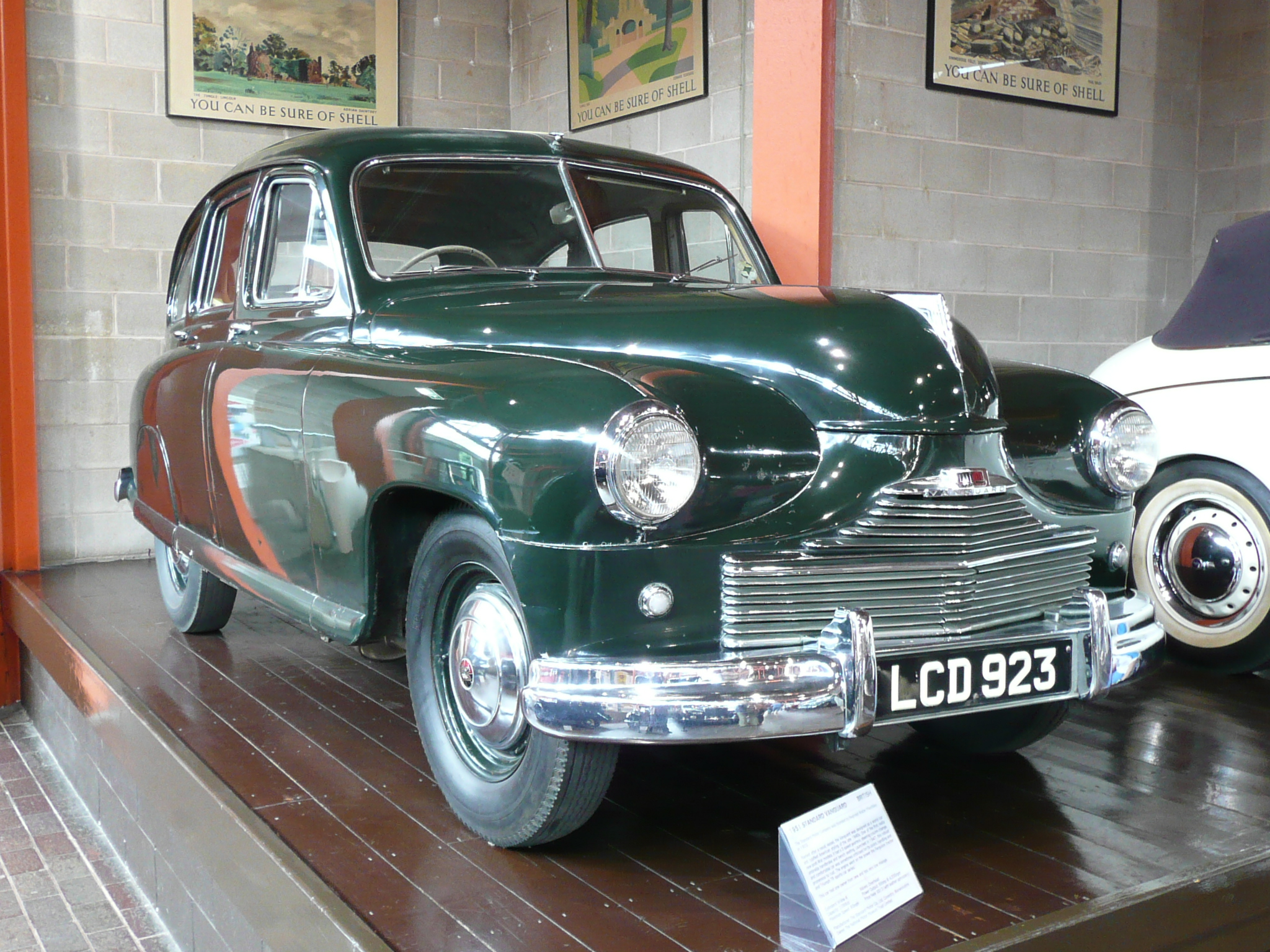
スタンダード・ヴァンガード（1951年）

平和の時代が訪れ、戦前の乗用車、エイトとトゥエルブはすぐに生産再開された。
特に注目に値するのが、1945年にジョン・ブラックがおこなったトライアンフ自動車の買収である。経営不振のトライアンフは管財人に引き渡されており、その価格は75,000ポンドだった。トライアンフはスタンダード社の完全子会社となり、"トライアンフ・モーター・カンパニー(1945)リミテッド"となった。スポーツカーや小型車を主力としたブランドとなり、アメリカ市場を中心とした輸出での外貨獲得で、親会社のスタンダード以上の実績を挙げることになった。
もうひとつの収益源として役立ったのが、食糧増産体制に合致した農業用トラクターを生産するファーガソン・トラクターの設立で、大工場の戦時中空いたスペースが有効活用できた。
1948年、スタンダードはヴァンガードによるワンモデルポリシーを打ち出した。ヴァンガードはウォルター・ベルグローブの手になるアメリカン・スタイル路線の車で、1953年に新型エイトが準備できるまで生産が続けられた。組立工場は国外にも建設され、オーストラリア、カナダ、インド、南アフリカと続いた。
ジョン・ブラックは1954年経営から退いた。その理由は、当時の正式発表では「体調が病気がちになったため」とされたが、現在では「役員会で退任を要請されたため」であったとされている。長らく彼を支えていたアリック・ディックが後を引き継いだ。
この頃から経営の停滞傾向が生じ始めた。会社は継続的成長を目指し他社との提携を模索しクライスラー、マッセイ＝ハリス＝ファーガソン、ルーツ、ローバー、ルノーなどと話し合いを持ったが、いずれともうまくいかなかった。スタンダード車は当時の典型的イギリス車の枠を出ない保守的な設計で格別秀でた存在ではなく、更に他のメーカーが「スタンダードモデルとデラックスモデル」というモデルグレード分けをおこなうようになっていた当時、社名とブランド名そのものが「並級」を示唆する「スタンダード」であることは、商品戦略上不利に働いた。モデル展開もむしろ子会社のトライアンフ・ブランドにおいて積極的に行われていた。
結局、1960年にレイランドに2千万ポンドで買収され、英国におけるスタンダード車は1963年で生産終了した。一方、ブランドイメージに勝るトライアンフブランドの四輪車生産は、レイランドでも、そしてその後の1968年、BMCとの大統合でBLMCとなっても継続した。

## インドにおけるスタンダード自動車
トライアンフ・ヘラルド車がスタンダード・ヘラルドとして生産されることで、スタンダードの名前は1980年までインドで生きながらえていた。これには英国にないモデルとして4ドアと5ドアのエステート仕様があった。
1970年、インド・スタンダードはブリティッシュ・レイランドのために分割される。1971年、スタンダード・ガゼールと名前をつけられた4ドアのヘラルドが登場する。エンジンは同じ948ccを搭載していた。ガゼールの生産台数は少量だった。これは製造ライセンスを打ち切られないようにすることが目的であったためといわれている。スタンダード車の生産は1985年にローバーSD1をベースとしたスタンダード2000の登場で終了した。1987年に生産終了しスタンダードの名前もこれで途絶えた。

## 車種一覧

### 英国乗用車モデル

#### 第一次世界大戦以前
| 年          | タイプ        | エンジン                                   | 生産台数 |
| ----------- | ------------- | ------------------------------------------ | -------- |
| 1903年      | 6hp           | 1006cc サイドバルブ単気筒                  |          |
| 1904-1905年 | 12/15         | 1926cc サイドバルブ2気筒                   |          |
| 1905年      | 16hp          | 3142cc サイドバルブ4気筒                   |          |
| 1905-1908年 | 18/20         | 4714cc サイドバルブ6気筒                   |          |
| 1906年      | 10hp          | 631cc サイドバルブ2気筒                    |          |
| 1906年      | 16/20         | 3531cc サイドバルブ4気筒                   |          |
| 1906年      | 24/30         | 5232cc サイドバルブ6気筒                   |          |
| 1906-1912年 | 50hp          | 11734cc サイドバルブ6気筒                  |          |
| 1907年      | 15hp          | 1593cc サイドバルブ6気筒                   |          |
| 1907-1908年 | 30hp          | 5297cc サイドバルブ6気筒                   |          |
| 1908-1911年 | 20hp          | 4032cc サイドバルブ6気筒                   |          |
| 1908-1911年 | 40hp          | 6167cc サイドバルブ6気筒                   |          |
| 1909-1911年 | 16hp          | 2688cc サイドバルブ4気筒                   |          |
| 1910-1911年 | 12hp          | 1656cc サイドバルブ4気筒                   |          |
| 1911-1914年 | 20hp          | 3620cc、1913年以降3336cc サイドバルブ6気筒 |          |
| 1911-1912年 | 15hp          | 2368cc サイドバルブ4気筒                   |          |
| 1912年      | 25hp          | 4032cc サイドバルブ6気筒                   |          |
| 1913-1918年 | 9.5hp モデルS | 1087cc サイドバルブ4気筒                   |          |

#### 1919-1939年
| 年          | タイプ                           | エンジン                             | 生産台数 |
| ----------- | -------------------------------- | ------------------------------------ | -------- |
| 1919-1921年 | 9.5hp モデルSLS                  | 1328cc サイドバルブ4気筒             |          |
| 1921-1923年 | 8hp                              | 1087cc サイドバルブ4気筒             |          |
| 1921-1923年 | 11.6hp SLO                       | 1598cc OHV4気筒                      |          |
| 1922-1926年 | 13.9hp SLO-4                     | 1307cc OHV4気筒                      |          |
| 1923-1927年 | 11.4hp V3                        | 1307cc OHV4気筒                      |          |
| 1926-1928年 | 13.9hp V4                        | 1944cc OHV4気筒                      |          |
| 1927-1928年 | 18/36hp                          | 2230cc OHV6気筒                      |          |
| 1927-1930年 | 9hp                              | 1153ccまたは1287cc サイドバルブ4気筒 |          |
| 1929-1933年 | 15hp                             | 1930ccまたは2054cc サイドバルブ6気筒 |          |
| 1930-1933年 | 9.9hp ビッグ・ナイン             | 1287cc サイドバルブ4気筒             |          |
| 1931-1935年 | 20hp エンヴォイ                  | 2552cc サイドバルブ6気筒             |          |
| 1932-1933年 | リトル・ナイン                   | 1006cc サイドバルブ4気筒             |          |
| 1932-1933年 | リトル・トゥウェルブ             | 1337cc サイドバルブ6気筒             |          |
| 1932-1933年 | ビッグ・トゥウェルブ             | 1497cc サイドバルブ6気筒             |          |
| 1934年      | 12/6                             | 1497cc サイドバルブ6気筒             |          |
| 1934-1935年 | 10/12 スピードモデル             | 1608cc サイドバルブ4気筒             |          |
| 1934-1936年 | ナイン                           | 1052cc サイドバルブ4気筒             |          |
| 1934-1936年 | テン                             | 1343cc サイドバルブ4気筒             |          |
| 1934-1936年 | トゥウェルブ                     | 1608cc サイドバルブ4気筒             |          |
| 1934-1936年 | シックスティーン                 | 2143cc サイドバルブ6気筒             |          |
| 1935-1936年 | トゥウェンティ                   | 2664cc サイドバルブ6気筒             |          |
| 1936-1937年 | 20hp                             | 2686cc サイドバルブV型8気筒          |          |
| 1937-1938年 | フライング・テン                 | 1267cc サイドバルブ4気筒             |          |
| 1937-1940年 | フライング・トゥウェルブ         | 1608cc サイドバルブ4気筒             |          |
| 1937-1940年 | フライング・ナイン               | 1131cc サイドバルブ4気筒             |          |
| 1937-1940年 | フライング・ライト・トゥウェルブ | 1343cc サイドバルブ4気筒             |          |
| 1937-1940年 | フライング・フォーティーン       | 1608ccまたは1776cc サイドバルブ4気筒 |          |
| 1937-1940年 | フライング・トゥウェンティ       | 2143cc サイドバルブ6気筒             |          |
| 1938-1940年 | フライング・エイト               | 1021cc サイドバルブ4気筒             |          |

#### 1945-1963年
| 年          | タイプ                    | エンジン                                  | 生産台数     |
| ----------- | ------------------------- | ----------------------------------------- | ------------ |
| 1945-1948年 | エイト                    | 1021cc サイドバルブ4気筒                  | 383,139      |
| 1945-1948年 | トゥウェルブ              | 1608cc サイドバルブ4気筒                  | 9959         |
| 1945-1948年 | フォーティーン            | 1776cc サイドバルブ4気筒                  | 22,229       |
| 1947-1953年 | ヴァンガード・フェーズI   | 2088cc OHV4気筒                           | 184,799      |
| 1953-1955年 | ヴァンガード・フェーズII  | 2088cc OHV4気筒 2092cc OHV4気筒ディーゼル | 81,074 1,973 |
| 1953-1957年 | エイト                    | 803cc OHV4気筒                            | 136,317      |
| 1954-1956年 | テン                      | 948cc OHV4気筒                            | 172,500      |
| 1955-1958年 | ヴァンガード・フェーズIII | 2088cc OHV4気筒                           | 37,194       |
| 1956-1957年 | スポーツマン              | 2088cc OHV4気筒                           | 901          |
| 1957-1961年 | エンサイン                | 1670cc OHV4気筒 2092cc OHV4気筒ディーゼル | 18,852       |
| 1957-1959年 | ペナント                  | 948cc OHV4気筒                            | 42,910       |
| 1958-1961年 | ヴァンガード ヴィニャーレ | 2088cc OHV4気筒                           | 26,276       |
| 1960-1963年 | ヴァンガード・シックス    | 1998cc OHV6気筒                           | 9953         |
| 1962-1963年 | エンサインII              | 2138cc OHV4気筒                           | 2318         |

#### 軍用車/商用車
| 年          | タイプ             | エンジン                   | 生産台数 |
| ----------- | ------------------ | -------------------------- | -------- |
| 1940-1943年 | Beaverette         | 1,776 cc サイドバルブ4気筒 |          |
| 1940-1944年 | 12hp Light Utility | 1,608cc サイドバルブ4気筒  |          |
| 1943年      | Jeep               | 1,608cc サイドバルブ4気筒  |          |
| 1947-1958年 | 12cwt              | 2,088cc OHV4気筒           |          |
| 1954-1962年 | 6cwt               | 948cc OHV4気筒             |          |
| 1958-1962年 | 10hp Atlas         | 948cc OHV4気筒             |          |
| 1962-1963年 | Atlas Major        | 1,670cc OHV4気筒           |          |
| 1962-1965年 | 7cwt               | 1,147cc OHV4気筒           |          |